# Leopoldo di Borbone-Due Sicilie (conte di Siracusa)
Leopoldo di Borbone-Due Sicilie, conte di Siracusa (Palermo, 22 maggio 1813 – Pisa, 4 dicembre 1860), fu un principe membro della casa reale di Borbone-Due Sicilie, terzo figlio maschio di re Francesco I delle Due Sicilie e della regina Maria Isabella di Borbone-Spagna.

## Biografia
Nacque a Palermo nel 1813, dove la famiglia reale si trovava durante l'occupazione napoleonica di Napoli. Leopoldo si trasferì a Napoli nel 1820.
Fu nominato l'8 novembre 1830, dal fratello Ferdinando II, luogotenente generale di Sicilia. Esercitò questa carica fino al marzo 1835.
Di tendenze liberali, da allora non ebbe più incarichi pubblici.
Leopoldo, conte di Siracusa, nel 1848 fu critico nei confronti dell'operato del re Ferdinando II, suo fratello, come risulta dalle sue lettere alla madre Isabella di Spagna.

Parigi, 16 febbraio 1848.»
….Il nome di Borboni, grazie alle inutili e barbare esecuzioni e grazie all'eccidio di tante centinaia di vittime sacrificate ad un principio che non è certo quello del bene dell'umanità, risveglia un'idea di orrore in tutti, siano italiani siano esteri. (omissis)…»
Favorevole all'unità d'Italia, nel 1860 scrisse una lettera pubblica al nipote Francesco II invitandolo a lasciare il trono dignitosamente per evitare spargimenti di sangue. Si ritirò quindi a Pisa, dove morì qualche mese dopo.

### Matrimonio e figli
Il fratello maggiore di Leopoldo, re Ferdinando II delle Due Sicilie, considerò un matrimonio tra Leopoldo e la principessa Maria di Orléans, ma le trattative con il padre, Luigi Filippo di Francia, naufragarono sulle rivolte francesi nel 1834 e Luigi Filippo rifiutò di concedere a Maria la sua parte della "donation-partage" delle sue terre (una condizione che Ferdinando aveva posto ai fini del matrimonio).
Leopoldo, in ultima analisi, sposò la principessa Maria Vittoria di Savoia-Carignano, secondogenita del principe Giuseppe Maria di Savoia, conte di Villafranca, e di sua moglie Pauline de Quélen de Vauguyon, il 16 giugno 1837 a Napoli. Leopoldo e Maria ebbero una sola figlia, Isabella, che morì meno di un anno dopo la sua nascita nel 1838. Gli fu attribuita anche una figlia illegittima, Teresa, marchesa Vulcano (1840-1920).

## Titolo, trattamento, onorificenze e stemma

### Titolo e trattamento
- 22 maggio 1813 – 12 dicembre 1816 - S.A.R. il serenissimo principe don Leopoldo di Borbone-Due Sicilie
- 12 dicembre 1816 - 4 dicembre 1860 - S.A.R. il serenissimo principe don Leopoldo di Borbone-Due Sicilie, conte di Siracusa.

## Ascendenza
|                                  |                     |                                     | Genitori                                      |  |  | Nonni |  |  | Bisnonni            |  |  | Trisnonni           |  |
|                                  |                     |                                     |                                               |  |  |       |  |  | Carlo III di Spagna |  |  | Filippo V di Spagna |  |
|                                  |                     |                                     |                                               |  |  |       |  |  | Carlo III di Spagna |  |  | Filippo V di Spagna |  |
|                                  |                     | Elisabetta Farnese                  |                                               |  |  |       |  |  | Carlo III di Spagna |  |  |                     |  |
| Ferdinando I delle Due Sicilie   |                     |                                     |                                               |  |  |       |  |  | Carlo III di Spagna |  |  |                     |  |
|                                  |                     | Maria Amalia di Sassonia            | Augusto III di Polonia                        |  |  |       |  |  |                     |  |  |                     |  |
|                                  |                     | Maria Amalia di Sassonia            | Augusto III di Polonia                        |  |  |       |  |  |                     |  |  |                     |  |
|                                  |                     | Maria Amalia di Sassonia            | Maria Giuseppa d'Austria                      |  |  |       |  |  |                     |  |  |                     |  |
| Francesco I delle Due Sicilie    |                     | Maria Amalia di Sassonia            |                                               |  |  |       |  |  |                     |  |  |                     |  |
|                                  |                     | Francesco Stefano di Lorena         | Leopoldo di Lorena                            |  |  |       |  |  |                     |  |  |                     |  |
|                                  |                     | Francesco Stefano di Lorena         | Leopoldo di Lorena                            |  |  |       |  |  |                     |  |  |                     |  |
|                                  |                     | Francesco Stefano di Lorena         | Elisabetta Carlotta di Borbone-Orléans        |  |  |       |  |  |                     |  |  |                     |  |
| Maria Carolina d'Asburgo-Lorena  |                     | Francesco Stefano di Lorena         |                                               |  |  |       |  |  |                     |  |  |                     |  |
|                                  |                     | Maria Teresa d'Austria              | Carlo VI d'Asburgo                            |  |  |       |  |  |                     |  |  |                     |  |
|                                  |                     | Maria Teresa d'Austria              | Carlo VI d'Asburgo                            |  |  |       |  |  |                     |  |  |                     |  |
|                                  |                     | Maria Teresa d'Austria              | Elisabetta Cristina di Brunswick-Wolfenbüttel |  |  |       |  |  |                     |  |  |                     |  |
| Leopoldo, Conte di Siracusa      |                     | Maria Teresa d'Austria              |                                               |  |  |       |  |  |                     |  |  |                     |  |
|                                  | Carlo III di Spagna | Filippo V di Spagna                 |                                               |  |  |       |  |  |                     |  |  |                     |  |
|                                  | Carlo III di Spagna | Filippo V di Spagna                 |                                               |  |  |       |  |  |                     |  |  |                     |  |
|                                  | Carlo III di Spagna | Elisabetta Farnese                  |                                               |  |  |       |  |  |                     |  |  |                     |  |
| Carlo IV di Spagna               | Carlo III di Spagna |                                     |                                               |  |  |       |  |  |                     |  |  |                     |  |
|                                  |                     | Maria Amalia di Sassonia            | Augusto III di Polonia                        |  |  |       |  |  |                     |  |  |                     |  |
|                                  |                     | Maria Amalia di Sassonia            | Augusto III di Polonia                        |  |  |       |  |  |                     |  |  |                     |  |
|                                  |                     | Maria Amalia di Sassonia            | Maria Giuseppa d'Austria                      |  |  |       |  |  |                     |  |  |                     |  |
| Maria Isabella di Borbone-Spagna |                     | Maria Amalia di Sassonia            |                                               |  |  |       |  |  |                     |  |  |                     |  |
|                                  |                     | Filippo I di Parma                  | Filippo V di Spagna                           |  |  |       |  |  |                     |  |  |                     |  |
|                                  |                     | Filippo I di Parma                  | Filippo V di Spagna                           |  |  |       |  |  |                     |  |  |                     |  |
|                                  |                     | Filippo I di Parma                  | Elisabetta Farnese                            |  |  |       |  |  |                     |  |  |                     |  |
| Maria Luisa di Borbone-Parma     |                     | Filippo I di Parma                  |                                               |  |  |       |  |  |                     |  |  |                     |  |
|                                  |                     | Luisa Elisabetta di Borbone-Francia | Luigi XV di Francia                           |  |  |       |  |  |                     |  |  |                     |  |
|                                  |                     | Luisa Elisabetta di Borbone-Francia | Luigi XV di Francia                           |  |  |       |  |  |                     |  |  |                     |  |
|                                  |                     | Luisa Elisabetta di Borbone-Francia | Maria Leszczyńska                             |  |  |       |  |  |                     |  |  |                     |  |
|                                  |                     | Luisa Elisabetta di Borbone-Francia |                                               |  |  |       |  |  |                     |  |  |                     |  |